# 土屋かおり (バレーボール)
土屋 かおり（つちや かおり、現姓：徳永、1969年〈昭和44年〉10月14日 - ）は、日本の元女子バレーボール選手。

## 来歴
神奈川県綾瀬市出身。小田急ジュノーが日本リーグ中位で奮闘していた時代に、チームの得点源として活躍したエース。
1995年にはチームの2枚看板である末国愛里と共に念願の全日本入りを果たし、代表でもスタメンを獲得。同年のワールドカップにも出場した。しかし翌年からは、自身の故障やチームの方針転換（若返り）からバックアップ要員に回り、若いチームを支えた。
1998年、チームを退部し、ビーチバレーに転向する（所属企業は小田急のまま）。インドアバレーを離れ、若手時代から大会に出場していたビーチバレーで2年後のシドニー五輪を目指すこととなった。同年、徳永文利（国際武道大学バレー部監督）と結婚。
ビーチバレーでは国内トップレベルのペアとして活躍するも、シドニー五輪代表を逃した。

## 球歴・受賞歴
- 全日本代表 - 1995年
- 全日本代表としての主な国際大会出場歴 
  - ワールドカップ - 1995年

## 所属チーム
- 県立藤沢高校[1]
- 小田急ジュノー[1]（1988-1998年）
- ビーチバレー（1998-2000年）